# المدرسة الجوية الملكية بمراكش
المدرسة الملكية الجوية' (بالفرنسية: ECOLE ROYALE DE L’AIR ERA Marrakech)‏ هي مدرسة عسكرية هندسية بالمغرب تختص بتدريب الضباط للالتحاق بالقوات الجوية الملكية. أنشئت المدرسة عام 1970 وتقع في مراكش.

## توصيف
هي مؤسسة تعليمية تخضع لإشراف إدارة الدفاع الوطني وتتبع لسلطة وزارة التعليم العالي والبحث العلمي. وهي تعتبر جزءًا من المؤسسات التعليمية التي لا تتبع الجامعات (EESNRPU) التي تمنح شهادة مهندس دولة.
تعد المدرسة الملكية الجوية واحدة من المدارس الهندسية الكبرى المشاركة في المسابقة الوطنية المشتركة (CNC).
المدرسة الملكية الجوية تحتوي حالياً، بالإضافة إلى ثانوية التميز المتكاملة، على اثنين من دورات التعليم العالي.

## نظام الدراسة
يتم تنظيم نظام المدرسة الملكية الجوية على نحو داخلي، ويتم توفير اللوازم والوثائق المدرسية بشكل مجاني للطلاب. يتعهد المترشحون الناجحون في المدرسة الجوية بتصبح ضباطاً في القوات المسلحة الملكية الجوية ويتم تعيينهم برتبة رقيب (Sergent)، ويحتفظون بها حتى يتم تعيينهم برتبة ملازم ثاني. ويتلقون أجر الملازم الثاني.
يتألف المنهج الدراسي في المدرسة الملكية الجوية من التالي
- الأقسام التحضيرية العلمية والتكنولوجية
- سلك المهندسين الذي يشمل التعليم العالي العلمي والتقني والتدريب العسكري والمهني. يتوج هذا السلك بدبلوم ضابط مهندس الدولة.
- سلك الإجازة في الطيران الذي يتضمن التعليم العالي العلمي والتقني والتدريب العسكري والمهني، ويتوج بدبلوم الدراسات الجامعية والطيران (DEUA). كما يوجد إعدادية ملكية تحضيرية علمية وتكنولوجية.[5]

## الأقسام التحضيرية للمدرسة الملكية الجوية
يتبع النظام الدراسي والامتحاني في الأقسام التحضيرية للمدرسة الملكية الجوية نظاماً محدداً من قبل وزارة التربية الوطنية، حيث يتم تضمين تدريب عسكري أساسي ضمن برنامج الدراسة. يتم قبول الطلاب الراغبين في الالتحاق بالسنة الأولى من الأقسام التحضيرية للمدرسة الملكية الجوية كتلاميذ ضباط.
تتولى لجنة للتوظيف عملية قبول الطلاب في السنة الأولى من الأقسام التحضيرية للمدرسة الملكية الجوية، وذلك بعد عملية انتقاء يتم استناداً إلى ملفات المترشحين المتوافرة فيهم الشروط اللازمة. وتتضمن هذه الشروط حصول المترشح على شهادة البكالوريا في التعليم الثانوي (شعبة العلوم الرياضية)، أو شهادة معادلة لها، ويجب أن يكون موجهاً نحو الأقسام التحضيرية العلمية والتكنولوجية (سلك الرياضيات والفيزياء).
ويشترط أيضاً ألا يقل طول المترشح عن 1.65 متر للذكور، و1.60 متر للإناث، وأن يتوفر على القدرة الصحية اللازمة للقيام بالخدمة العسكرية، وأن ينجح في الاختبارات الرياضية والنفسية-التقنية. كما يجب ألا يكون المترشح قد أدين قضائياً، ويجب أن يكون في العمر المتراوح بين 18 و20 سنة في سنة الانتقاء.
ويمكن لرئيس الأركان العامة للقوات المسلحة الملكية أن يعفي من شرط السن التلاميذ الذين تم اختيارهم قبل بلوغ الثامنة عشرة من العمر.

## سلك المهندسين[2]
يتم قبول الطلاب في السنة الأولى من الأقسام التحضيرية بالمدرسة الملكية الجوية للحصول على دبلوم مهندس الدولة بعد النجاح في المباراة الوطنية المشتركة وفي حدود المقاعد المتاحة.
مفتوح في وجه الحاصلين على شهادة الباكالوريا تخصص علوم رياضية، والموجهين للأقسام التحضيرية، ويتضمن التعليم العالي العلمي والتقني وكذا التكوين العسكري والطيران.
وفي حال عدم قبول الطلاب الضباط في هذه المباراة، يحق لهم الالتحاق بالسنة الثانية من سلك الإجازة.
يتكون سلك المهندس في المدرسة الملكية الجوية من مسلكين، وهما:
```
وتستغرق الدراسة مدة خمس سنوات، موزعة على النحو التالي:
```

سنتان من الأقسام التحضيرية في الرياضيات والفيزياء ؛
ثلاث سنوات في سلك المهندسين يتوج بالحصول على رتبة ملازم ثان.
يشمل هذا التكوين المسالك التالية:
- قيادة الطائرات
- أنظمة الطيران

يتابع التلاميذ الضباط تكوينا عسكريا ورياضيا بالموازاة مع التكوين العلمي والتقني، ويتوج هذا التكوين بالحصول على دبلوم ضابط مهندس دولة.

#### شروط القبول
تتم الموافقة على دخول السنة الأولى بعد نجاح المرشحين في مباراة يتوافر فيهم الشروط التالية:
- أن يمتلك الجنسية المغربية.
- أن يكون عازبًا، سواء كان ذكرًا أو أنثى.
- أن يكون تلميذًا في السنة الأولى من الجذع المشترك، موجهًا نحو باكالوريا شعبة العلوم الرياضية.
- أن يكون غير مكرر للجذع المشترك.
- أن يكون عمره أقل من 18 سنة في 31 دجنبر من سنة الترشيح.

أن يكون لديه بنية جسمية سليمة وأن لا يكون حاملًا لنظارات تصحيح البصر.
- أن يتم انتقاؤه بعد دراسة ملفه من طرف لجنة القبول التابعة للإعدادية الملكية *التحضيرية لتقنيات الطيران.
- أن ينجح في الاختبارات الطبية والرياضية والنفسية-التقنية التي تستجيب للمعايير المطبقة على رجال الطيران.
- أن ينجح في الاختبارات الكتابية للمباراة.

## سلك الإجازة في الطيران[2]
يستغرق التكوين بسلك الإجازة في الطيران بالمدرسة الملكية الجوية أربع سنوات موزعة في فصول:
يستغرق التكوين الجامعي ستة فصول؛
يستغرق التكوين العسكري والمهني فصلين.
يتوج التكوين العسكري والمهني والجامعي الذي يستغرق ثمانية فصول بدبلوم الدراسات الجامعية والطيران (DEUA) ويعين الحاصلون عليه في رتبة ملازم ثان.
وتشمل تخصصات التالية
- توجيه
- ملاحة وإبحار
- الذكاء، التفسير، التحليل
- مراقبة الملاحة الجوية

## نظام الدراسة وطرق التقويم
يتم تحديد نظام الدراسة وطرق التقييم بموجب قرار مشترك من السلطة الحكومية المسؤولة عن التعليم العالي والسلطة الحكومية المسؤولة عن إدارة الدفاع الوطني. ويتم ذلك لتنظيم وتوفير جودة التعليم في مجالات الدفاع والأمن والهندسة والعلوم ذات الصلة في فرنسا. وتهدف هذه القيود والتنظيمات إلى ضمان تلبية احتياجات الدولة وتحقيق أهدافها في هذه المجالات 